# Edward Nowak
Edward Nowak (Nowy Żmigród, 21 februari 1940) is een Pools geestelijke en aartsbisschop van de Rooms-Katholieke Kerk.
Nowak werd in 1990 benoemd tot secretaris van de Congregatie voor de Heilig- en Zaligsprekingsprocessen. Hij bleef dit tot in 2007. In 2007 werd hij benoemd tot Assessor van de Orde van het Heilig Graf en nam hij zitting in de nieuwe opgerichte Pauselijke Commissie voor de plechtigheden van een Zaligverklaring.
Edward Nowak is titulair aartsbisschop van Luni.
- Gemeinsame Normdatei: 1022553135
- International Standard Name Identifier: 0000 0000 7231 2776
- Nederlandse Thesaurus van Auteursnamen: 079690858
- Système universitaire de documentation: 132220199
- Virtual International Authority File: 101843982
- WorldCat: E39PBJr7Tq4HHHBpchjrGXpdcP